# Rural Hall
Rural Hall – miasto w Stanach Zjednoczonych, w stanie Karolina Północna, w hrabstwie Forsyth.